# Aulonocara hansbaenschi
Aulonocara hansbaenschi (tên tiếng Anh là Fort Maguire Aulonocara, còn gọi là Aulonocara 'Fort Maguire' trong ngành thương mại cá nuôi, là một loài cá thuộc họ Cichlidae.
Nó được tìm thấy ở Malawi và Mozambique. Môi trường sống tự nhiên của chúng là hồ nước ngọt.